# Milford (Connecticut)
Pour les articles homonymes, voir Milford.
Milford est une ville du comté de New Haven dans le Connecticut, aux États-Unis. Sa population était de 52 759 personnes lors du recensement de 2010. La ville est le siège de la chaîne de restauration rapide Subway.

## Géographie
La municipalité de Milford s'étend sur 26,12 milles carrés (67,65 km2), dont 22,18 milles carrés (57,45 km2) de terres et 3,95 milles carrés (10,23 km2) d'étendues d'eau.
Au sein de la municipalité, on trouve le borough de Woodmont, qui compte 1 488 habitants sur 0,99 milles carrés (2,56 km2), dont seulement 0,27 milles carrés (0,7 km2) de terres.

## Histoire
Le territoire qui contient les villes actuelles de Milford, Orange et West Haven, dont le nom d'origine était Wepawaug, a été acquis par les colons de New Haven le 1er février 1639 auprès de Ansantawae, chef de la tribu des Paugusset (en), un peuple algonquien.
Milford devient une municipalité en 1664. Elle doit son nom à une ville anglaise ou au moulin (en anglais : mill) à partir duquel elle s'est développée.
| 1790  | 1800  | 1810 | 1820  | 1830  | 1840  |
| ----- | ----- | ---- | ----- | ----- | ----- |
| 2 098 | 2 417 | 674  | 2 785 | 2 256 | 2 455 |

| 1850  | 1860  | 1870  | 1880  | 1890  | 1900  |
| ----- | ----- | ----- | ----- | ----- | ----- |
| 2 465 | 2 828 | 3 405 | 3 347 | 3 811 | 3 783 |

| 1910  | 1920   | 1930   | 1940   | 1950   | 1960   |
| ----- | ------ | ------ | ------ | ------ | ------ |
| 4 366 | 10 193 | 12 660 | 16 439 | 26 870 | 41 662 |

| 1970   | 1980   | 1990   | 2000   | 2010   | - |
| ------ | ------ | ------ | ------ | ------ | - |
| 50 858 | 50 898 | 49 938 | 52 212 | 52 759 | - |

## Personnalités
Naissances
- Joseph Plumb Martin (en) (1760-1850)
- Frank J. Sprague (1857-1934)
- John C. Malone (1941)
- Dylan Bruno (1972)
- Ellen Muth (1981)
- Christy Carlson Romano (1984)
- Jonathan Quick (1986)

Décès
- Simon Lake en 1945
- Katherine Dreier, en 1952